# الفكر المؤيد للعبودية
يشير تأييد العبودية إلى دعم وجود العبودية. يمكن رصد هذا الفكر لدى العديد من الفلاسفة القدماء، والنصوص الدينية والكتابات الأمريكية والبريطانية، على وجه الخصوص تلك العائدة إلى فترة ما قبل الحرب الأهلية الأمريكية، على الرغم من انتشاره أيضًا خلال الفترة اللاحقة على مر القرن العشرين. تشمل الحجج المؤيدة للعبودية كلًا من الانصياع لتعاليم الكتاب المقدس وبالتالي لله، واعتبار بعض الناس عبيدًا بطبيعتهم وبحاجة إلى من يشرف عليهم، وتمتع العبيد بوضع جيد مقارنة بالفقراء من غير العبيد، وتوفير العبودية لمنفعة اجتماعية عملية للمجتمع ككل وظهورها كممارسة مثبتة على مر الزمن لدى العديد من الحضارات العظيمة.

## وجهات النظر اليهودية في العصور القديمة، والعصور الوسطى والعصر الحديث المبكر
تتنوع وجهات النظر اليهودية حول العبودية دينيًا وتاريخيًا على حد سواء. تحتوي النصوص الدينية اليهودية العائدة إلى العصور القديمة والعصور الوسطى على العديد من القوانين التي تضبط ملكية العبيد ومعاملتهم. تشمل النصوص الحاوية على مثل هذه الأحكام كلًا من الكتاب المقدس اليهودي، والتلمود، ومشناه توراة للرابي موسى بن ميمون من القرن الثاني عشر وشولحان عاروخ للرابي يوسف كارو من القرن السادس عشر. تعود قوانين العبودية الإسرائيلية الأصلية إلى الكتاب المقدس اليهودي الذي ضم العديد من التشابهات مع قوانين حمورابي للعبودية من القرن الثامن عشر قبل الميلاد. شهدت هذه الأحكام العديد من التغيرات بمرور الوقت. يحتوي الكتاب المقدس اليهودي على مجموعتين من القوانين، تنطبق إحداهما على العبيد الكنعانيين، بينما تضم الأخرى أحكامًا أكثر تساهل وتشمل العبيد اليهود. بالتزامن مع ظهور أسفار موسى الخمسة، بدأ تطبيق القوانين المعنية بالعبيد الكنعانيين على جميع العبيد من غير اليهود. احتوت قوانين العبودية في التلمود، التي وُضعت خلال الفترة الممتدة بين القرنين الثاني والخامس بعد الميلاد، على مجموعة واحدة من الأحكام المنطبقة على جميع العبيد، لكنها حافظت على القليل من الاستثناءات التي عاملت العبيد اليهود بشكل مختلف عن غيرهم من غير اليهود. شملت القوانين إنزال العقوبات بمالكي العبيد ممن يسيئون معاملة عبيدهم. في العصر الحديث، بالتزامن مع حركة إلغاء العبودية التي سعت لتجريم العبودية، استخدم بعض مؤيدي العبودية هذه القوانين باعتبارها التبرير الديني لممارسة العبودية.

## وجهات النظر اليونانية القديمة
زعم الفيلسوف اليوناني أرسطو أن بعض الناس عبيد بطبيعتهم، ونتيجة لهذا الاعتقاد، نظر أرسطو إلى استعبادهم باعتباره السبيل الوحيد لخدمة مصالحهم. مع ذلك، يقع ما عناه أرسطو بكلمة «عبودية» محطًا للجدل بين أوساط الفلاسفة السياسيين اليوم. كتب أرسطو في كتاب السياسة I:
على هذا النحو، فإن من يختلفون [عن غيرهم من الناس] اختلاف الروح عن الجسد أو الإنسان عن الحيوان – وهم على هذه الحالة إذا ما كان عملهم استخدام الجسد، وإذا ما كان ذلك أفضل ما يمكن لهم الإتيان به – عبيد بطبيعتهم. بالنسبة إليهم، من الأفضل لهم الخضوع لحكم غيرهم بما يتوافق مع هذا النوع من الحكم، إذا ما كان الأمر كذلك بالنسبة إلى الأمور المذكورة الأخرى. إذ يكون المرء عبدًا بطبيعته عندما يكون قادرًا على الانتماء إلى غيره – ما يمثل أيضًا سبب انتمائه إلى غيره – وعندما لا يكون قادرًا على المشاركة في العقل إلا بقدر إدراكه، دون امتلاكه.
دعم أفلاطون العبودية في عمله الشهير القوانين.

## وجهات النظر المسيحية المبكرة
تمثل الرأي السائد بين آباء الكنيسة في اعتبار العبودية مسوغة أخلاقيًا. وفقًا للقديس أوغسطينوس، أبدى الله موافقته على جلد العبيد غير المطيعين: «عليك استخدام السوط، استخدمه! فإن الله يسمح بذلك. بل إنه يغضب إذا لم تجلد العبد. لكن افعلها بروح محبة غير قاسية». كتب يوحنا ذهبي الفم: «إن تأديب العبيد الجهلة ومعاقبتهم لشرف عظيم، وليس مجرد استحسان محتمل». أدان ترتليان المرقيونيين لدفاعهم عن تحرير العبيد: «هل يوجد شيء أكثر إثمًا، وأكثر ظلمًا وأشد غدرًا، من تحقيق الاستفادة من العبد الأجنبي بطريقة من شأنها نزعه من سيده، والمطالبة به وهو ملكية شخص آخر».
وفقًا لتوما الأكويني، لا تُعد العبودية جزءًا من القانون الطبيعي، لكنه برر وجودها باعتبارها نتيجة لخطيئة الإنسان وضرورة لمصلحة المجتمع. نظر توما الأكويني إلى الحالة الطبيعية للإنسانية باعتبارها موجودة فقط قبل هبوط الرجل، إذ كانت العبودية آنذاك غير موجودة؛ على هذا الأساس، يرى العديد من المعلقين أنه رافض لادعاء أرسطو الذي اعتبر بعض الناس عبيدًا بطبيعتهم، على الرغم من استمرار الجدل حيال ما إذا رفض توما الأكويني آراء أرسطو تمامًا في هذا الصدد.

## وجهات النظر الإسلامية
سمح الإسلام تقليديًا بالعبودية، لكنه حدثها. مع ذلك، يرى معظم علماء الإسلام المعاصرين أن العبودية غير قابلة للتطبيق في العالم الحديث. على الرغم من ذلك، تدافع أقلية من فقهاء الإسلام المعاصرين عن العبودية متحججين بأنها ما تزال ذات صلة ومسموحة اليوم، بالإضافة إلى استمرار ممارستها بنشاط من قبل الجماعات الإسلامية المتطرفة، مثل بوكو حرام في شمال نيجيريا وتنظيم الدولة الإسلامية في أجزاء من سوريا والعراق.
دعم الفارابي، الفيلسوف والفقيه الإسلامي المبكر، في كتاباته العبودية، إذ اعتبر بعض الناس عبيدًا بطبيعتهم.

## الحركة المؤيدة للعبودية في بريطانيا
عارضت الحركة المؤيدة للعبودية في بريطانيا محاولات إلغاء تجارة الرق – منذ بدء حملات إلغاء العبودية في عام 1783 حتى النجاح في إلغائها في عام 1807 – لتعارض بعد ذلك قرار إلغاء العبودية نفسه في المستعمرات البريطانية حتى تشريعه رسميًا في عام 1833. كان معظم البريطانيين المدافعين عن العبودية من المالكين المتغيبين لمزارع الهند الغربية البريطانية ممن يعود عليهم استمرار هذه المؤسسة بمنافع اقتصادية.
في دراستها لتاريخ الحركة المؤيدة للعبودية في بريطانيا، تفرق باولا إي دوماس بين المواقف المناهضة لإلغاء العبودية وتلك المؤيدة للعبودية: «ركزت الآراء المناهضة لإلغاء العبودية في تلك الفترة على العيوب التي تعاني منها منصة مناصري إلغاء العبودية، إذ أكدت على الطبيعة غير القانونية، وغير المنطقية، وغير الإنسانية والفرنسية لمطالبهم. من جهة أخرى، عززت الحجج المؤيدة للعبودية بشكل إيجابي العبودية وتجارة الرق». تشير دوماس أيضًا إلى اختفاء المواقف المؤيدة للعبودية بشكل هائل (بعكس المواقف المناهضة لإلغاء العبودية) من البرلمان البريطاني بعد النجاح في إلغاء تجارة الرق في عام 1807.:3 مع ذلك، لا يتفق بعض الباحثين مع هذا التمييز إذ يدمجون ما أسمته دوماس مناهضة إلغاء العبودية في موضوع تأييد العبودية. وفقًا لدوماس، تعود آثار نشأة حركة منظمة لتأييد للعبودية في بريطانيا إلى عام 1787، حين شكلت جمعية لندن لمزارعي وتجار الهند الغربية لجنة فرعية بهدف تنظيم حركة معارضة لحركة إلغاء العبودية.:10
دافع المفكرون البريطانيون المؤيدون للعبودية عن استمرار المؤسسة بالاستناد إلى نصوص الكتاب المقدس. في 10 يونيو 1806، ألقى السياسي إسحاق غاسكوين خطابًا أمام مجلس العموم زاعمًا أن العبودية مسموحة بموجب سفر اللاويين 25: 44-46.:40 بشكل مماثل، في 23 فبراير 1807، ألقى جورج هيبرت خطابًا أمام مجلس العموم مدافعًا فيه عن العبودية بالاستناد إلى العهد القديم والرسالة إلى فليمون.:41 تشير دوماس إلى اختفاء محاولات الدفاع المباشر عن العبودية بالاستناد إلى الكتاب المقدس بشكل هائل بعد النجاح في إلغاء تجارة الرق في عام 1807، لكن استمر المدافعون عن العبودية في استخدام الحجج الدينية، بما في ذلك فضل مؤسسة العبودية على العبيد لتشجيعها لهم على الدخول في المسيحية (كما يُزعم):41.
بعد إلغاء تجارة الرق، ميز البريطانيون المدافعون عن العبودية بين العبودية نفسها وتجارة الرق، ليعترفوا أن الأخيرة محظورة وفقًا للكتاب المقدس (على وجه التحديد، سفر الخروج 21: 6، والتثنية 24: 7، 1 وتيموثاوس 1: 9-10)، لكنهم جادلوا بأن الأولى مسموحة وفقًا للكتاب المقدس.
استمدت الحركة المؤيدة للعبودية في أمريكا الدعم أحيانًا من الحركة المؤيدة للعبودية في بريطانيا. على سبيل المثال، استشهد توماس رودريك ديو، في مقال منشور في سبتمبر 1832، بخطاب وزير الخارجية البريطاني (ورئيس الوزراء لاحقًا) جورج كانينغ أمام مجلس العموم في 16 مارس 1824 الذي عارض إلغاء العبودية، مقارنًا فيه العبيد المحررين بشخصية فرانكشتاين للكاتبة ماري شيلي.